# Línia 11 del metro de Madrid
La Línia 11 del metro de Madrid és una línia de ferrocarril metropolità de la xarxa del metro de Madrid. Aquesta línia connecta les estacions de Plaza Elíptica i La Fortuna.